# Ornithogalum nallihanense
Ornithogalum nallihanense är en sparrisväxtart som beskrevs av Y?ld. och Do?ru-koca. Ornithogalum nallihanense ingår i släktet stjärnlökar, och familjen sparrisväxter. Inga underarter finns listade i Catalogue of Life.